# Silvia Affolter
Silvia Anna Affolter (* 26. Juli 1964) ist eine Schweizer Journalistin und Moderatorin. 1984 wurde sie zur Miss Schweiz gewählt.

## Leben
Silvia Affolter wurde als erste Tochter von Walter Affolter (Schweizer Uhrmacher) und Silvia (gebürtiger Spanierin) geboren.
Sie absolvierte 1984 die Berufsmatura am Gymnasium Riesbach in Zürich und erlangte im gleichen Jahr einen breiten Bekanntheitsgrad durch ihre Wahl zur Miss Schweiz. Nach der Matura bildete sie sich zur Marketingplanerin aus und absolvierte eine journalistische Ausbildung. Sie war Reporterin beim Wirtschaftsmagazin Cash-TV und Produzentin, Redaktorin und Nachrichtenmoderatorin des Schweizer Fernsehkanals S Plus und Schweiz 4. Für die Zeitungen Blick und SonntagsBlick wirkte sie punktuell als freie Journalistin. 1995 wechselte sie als Reporterin zu RTL Television Köln. Nach der Rückkehr in die Schweiz blieb sie dem Sender als Schweizer Korrespondentin verbunden und war 1999 an der Lancierung des Schweizer Programmfensters von RTL und Pro 7 beteiligt. Sie stand als Moderatorin der täglichen Sendungen Konkret und Konkret Life vor der Kamera.
Im Jahr 2001 gründete Affolter die YourStory AG mit Sitz in Herrliberg. Das Unternehmen ist schwerpunktmässig im Bereich TV-Produktionen tätig. Neben dieser Tätigkeit moderiert sie Veranstaltungen in den Bereichen Wirtschaft, Kultur und Medien. Von 2007 bis 2009 war Affolter Mitglied des Verwaltungsrats des The Dolder Grand.
2019 heiratete sie, 2023 gab sie die Trennung bekannt. Aus einer früheren Beziehung mit Siro Barino hat sie einen Sohn.